# Smiling in a War Zone
Smiling in a War Zone (en español, Sonreír en zona de guerra) también conocida como Flying Down to Kabul (en español, Volar a Kabul), es una película parcialmente documental de la artista Simone Aaberg Kærn sobre volar desde Dinamarca a Afganistán para ayudar a una joven afgana a convertirse en piloto. Se filmó en 2002 y se estrenó el 14 de septiembre de 2006.

## Contexto
Kærn considera el espacio aéreo como una expresión de libertad individual, libre de fronteras políticas. En 1999, Kærn hizo una película sobre las mujeres piloto del Servicio Aéreo (WASP) llamada Sisters in the sky (en español, Hermanas en el cielo). Inspirado por las WASP, Kærn obtuvo una licencia de vuelo.

## Sinopsis
Después de los ataques del 11 de septiembre de 2001, el espacio aéreo quedó restringido y las fuerzas aliadas depusieron al régimen talibán.
En enero de 2002, Kærn se sentó en un café de Copenhague y leyó un artículo de periódico sobre Farial (una joven de 16 años de Kabul) que quería pilotar aviones. Kærn decidió volar con su compañero Magnus Bejmar 6.000 km hasta Kabul y darle a la niña la experiencia de volar, y también recuperar la libertad de los cielos.
Con el dinero de las pinturas WASP en el Museo Louisiana de arte moderno, compró un Piper Colt de 1961, un pequeño avión.
Durante un viaje de tres meses a través de los Balcanes con restricciones de vuelo, se reunieron con mujeres piloto de combate en Turquía y hablaron sobre la primera mujer piloto de combate del mundo, Sabiha Gökçen, e hicieron un corazón de humo aéreo con la Fuerza Aérea Turca.
El día 77 volaron desde Mashhad, Irán, cruzando la frontera, a Herat sin autorización de la OTAN.
En Kabul se reunieron con Farial, quien se encargó de pilotar el avión. También se reunieron con dos hermanas coroneles pilotos que volaban helicópteros Mil Mi-17. Al final, las diferencias culturales impidieron que Farial siguiera adelante.

## Reconocimientos
En 2006, la película ganó el premio "Full Frame Women in Leadership Award".